# Camelia La Texana
Camelia La Texana – amerykańsko-meksykańska telenowela z 2014 roku. Wyprodukowana przez Telemundo, Argos Comunicación, Campanario Entertainment i Guirnalda Studios.

## Obsada
| Aktor                  | Charakter                    |
| ---------------------- | ---------------------------- |
| Sara Maldonado         | Camelia Pineda „La Texana"   |
| Erik Hayser            | Emilio Varela / Aarón Varela |
| Andrés Palacios        | Facundo García / Moisés      |
| Dagoberto Gama         | Don Antonio Treviño          |
| Arcelia Ramírez        | La Nacha                     |
| Luis Ernesto Franco    | El Alacrán                   |
| Eréndira Ibarra        | Allison de Varela            |
| Claudette Maille       | Rosaura Pineda               |
| Rodrigo Oviedo         | Dionisio Osuna               |
| Julio Alberto Casado   | Benigno Treviño              |
| Tamara Mazarraza       | Lu Treviño                   |
| Estefania Villareal    | Mireya Osuna                 |
| Peter Theis            | Carson                       |
| Iñaqui Gocci           | Jacinto                      |
| Víctor Alfredo Jímenez | Xiang Treviño                |
| Ana Paula de León      | Alma Treviño                 |
| Joaquín Garrido        | Don Arnulfo Navarro          |
| Néstor Rodulfo Rojas   | Octavio Franco               |
| Claudia Lizaldi        | Daniela                      |
| Salvador Benavides     | Steven                       |
| Briggite Beltrán       | Kimberly                     |
| Gabriel Cisneros       | Manolito                     |
| Quetzalli Cortés       | Nopalito                     |
| Roger Cudney           | Dr. Frager                   |
| Jaime Estrada          | Presidente Graciano          |
| Danna García           | Rosa                         |
| Patricia Garza         | Nora                         |
| Mayte Gil              | Silvia                       |
| Cosmo González Múñoz   | Emilio Varela Jr.            |
| Gabriel Hernán         | Caimán                       |
| David Medel            | Miguel                       |
| Óscar Olivares         | Lupito                       |
| David Ponce            | Jerónimo                     |
| Sergio Reynoso         | Gobernador                   |
| Arnulfo Reyes Sánchez  | Pedro Ruiz                   |
| Bárbara Singer         | Ofelia Osuna                 |
| Ramón Valdés           | Ricardo „Rico"               |
| Óscar Zamanillo        | El Chalán                    |